# Campionati europei di atletica leggera 1978 - Lancio del disco femminile
La gara di lancio del disco femminile dei Campionati europei di atletica leggera 1978 si è svolta il 31 agosto allo Stadio Evžen Rošický di Praga, in Repubblica Ceca.

## Podio
| Pos.    | Atleta             | Nazionalità      | Tempo   |
| ------- | ------------------ | ---------------- | ------- |
| Oro     | Evelin Jahl        | Germania Est     | 66,98 m |
| Argento | Margitta Droese    | Germania Est     | 64,04 m |
| Bronzo  | Natalya Gorbachova | Unione Sovietica | 63,58 m |

## Situazione pre-gara

### Record
Prima di questa competizione, il record del mondo, il record europeo e il record dei campionati erano i seguenti.
| Record                | Prestazione | Atleta                         | Data                                | Competizione |
| --------------------- | ----------- | ------------------------------ | ----------------------------------- | ------------ |
| Record mondiale       | 70,72 m     | Evelin Jahl Germania Est       | 12 agosto 1978 Dresda, Germania Est |              |
| Record europeo        | 70,72 m     | Evelin Jahl Germania Est       | 12 agosto 1978 Dresda, Germania Est |              |
| Record dei campionati | 69,00 m     | Faïna Mel'nyk Unione Sovietica | 6 settembre 1974 Roma, Italia       | Europei 1974 |

### Campionessa in carica
La campionessa in carica a livello europeo era:
| Campione | Atleta                         | Prestazione | Data e luogo                  | Competizione |
| -------- | ------------------------------ | ----------- | ----------------------------- | ------------ |
| Europeo  | Faïna Mel'nyk Unione Sovietica | 69,00 m     | 6 settembre 1974 Roma, Italia | Europei 1974 |

### La stagione
Prima di questa gara, le atlete con le migliori tre prestazioni europee dell'anno erano:
| Pos. | Atleta                         | Prestazione | Data e luogo                             |
| ---- | ------------------------------ | ----------- | ---------------------------------------- |
| 1    | Evelin Jahl Germania Est       | 70,72 m     | 12 agosto 1978 Dresda, Germania Est      |
| 2    | Faïna Mel'nyk Unione Sovietica | 70,34 m     | 25 giugno 1978 Vilnius, Unione Sovietica |
| 3    | Margitta Pufe Germania Est     | 68,48 m     | 24 agosto 1978 Potsdam, Germania Est     |

## Risultati
| Pos.    | Atleta             | Nazione          | Lanci | Lanci | Lanci | Lanci           | Lanci           | Lanci           | Misura  | Note |
| Pos.    | Atleta             | Nazione          | 1°    | 2°    | 3°    | 4°              | 5°              | 6°              | Misura  | Note |
| ------- | ------------------ | ---------------- | ----- | ----- | ----- | --------------- | --------------- | --------------- | ------- | ---- |
| Oro     | Evelin Jahl        | Germania Est     | 62,02 | n     | 65,74 | 66,98           | 62,26           | 63,26           | 66,98 m |      |
| Argento | Margitta Droese    | Germania Est     | 63,76 | 63,32 | n     | 64,04           | 63,34           | 63,96           | 64,04 m |      |
| Bronzo  | Natalya Gorbachova | Unione Sovietica | 63,58 | n     | 60,66 | 62,90           | 61,04           | 60,38           | 63,58 m |      |
| 4       | Sabine Engel       | Germania Est     | 63,46 | 58,74 | 63,20 | n               | 62,86           | 63,20           | 63,46 m |      |
| 5       | Faïna Mel'nyk      | Unione Sovietica | n     | 61,20 | 61,54 | 61,24           | 62,30           | n               | 62,30 m |      |
| 6       | Svetla Bozhkova    | Bulgaria         | 58,82 | 61,58 | 60,94 | n               | 61,94           | 60,56           | 61,94 m |      |
| 7       | Lyudmila Isayeva   | Unione Sovietica | 61,56 | 58,10 | n     | n               | 56,14           | 59,22           | 61,56 m |      |
| 8       | Jitka Prouzová     | Cecoslovacchia   | 59,90 | n     | n     | 55,02           | n               | 57,74           | 59,90 m |      |
| 9       | Argentina Menis    | Romania          | 55,28 | 58,36 | 56,76 | Non qualificate | Non qualificate | Non qualificate | 58,36 m |      |
| 10      | Agnes Herczeg      | Ungheria         | 57,94 | 55,10 | 57,42 | Non qualificate | Non qualificate | Non qualificate | 57,94 m |      |
| 11      | Rita Pfister       | Svizzera         | 45,76 | 53,78 | 53,24 | Non qualificate | Non qualificate | Non qualificate | 53,78 m |      |
| 12      | Ingra Manecke      | Germania Ovest   | 52,92 | 50,64 | 50,58 | Non qualificate | Non qualificate | Non qualificate | 52,92 m |      |
| 13      | Meg Ritchie        | Regno Unito      | 52,64 | n     | 52,60 | Non qualificate | Non qualificate | Non qualificate | 52,64 m |      |
| 14      | Marcela Pilařová   | Cecoslovacchia   | n     | 50,34 | n     | Non qualificate | Non qualificate | Non qualificate | 50,34 m |      |